# Étienne Musso
Étienne Musso, est un joueur de pétanque français. 

## Clubs
- ?-? : La Petite Vitesse Aix-en-Provence (Bouches-du-Rhône)

## Palmarès

### Séniors

#### Championnats du Monde
Troisième
- Triplette 1972 (avec Iréné Merentier et Robert Méléro) :  Équipe de France 2[1]

#### Championnats de France
Finaliste
- Triplette 1971 (avec Iréné Merentier et Robert Méléro) : La Petite Vitesse Aix-en-Provence[2]

## Hommage
Un boulodrome porte son nom à Venelles.